# 拉沙佩勒洛奈
拉沙佩勒洛奈（法語：La Chapelle-Launay，法語發音：[la ʃapɛl lonɛ] ⓘ）是法国大西洋卢瓦尔省的一个市镇，位于该省中西部，属于圣纳泽尔区。

## 地理
拉沙佩勒洛奈（47°22'21"N, 1°58'19"W）面积24.82 平方千米，位于法国卢瓦尔河地区大区大西洋卢瓦尔省，该省份为法国西北部沿海省份，位于布列塔尼半岛东南部，北起伊勒-维莱讷省，西北接莫尔比昂省，西临大西洋，南至旺代省，东临曼恩-卢瓦尔省。
与拉沙佩勒洛奈接壤的市镇（或旧市镇、城区）包括：康邦、栋日、弗罗赛、卢瓦尔河畔拉沃、普兰基欧、萨沃奈。
拉沙佩勒洛奈的时区为UTC+01:00、UTC+02:00（夏令时）。

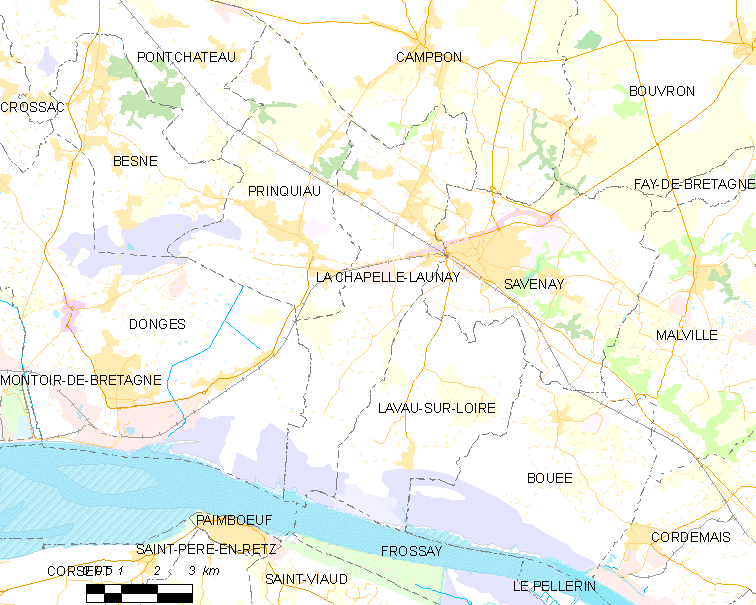
拉沙佩勒洛奈的OSM定位图

### 气候
与大西洋卢瓦尔省的其他地区一样，拉沙佩勒洛奈属于温带海洋性气候。卢瓦尔河口湿地对其气候有着显著的影响。冬季温和(气温在3 °C /10 °C之间)，夏季凉爽(气温在12 °C/24 °C之间)。极少降雪。多雨（每年降水113天），平均年降水量约743毫米，但每年的降水情况差异很大。年平均日照为2621小时。 由于布列塔尼斜谷的存在，是区域气候差异明显，沼泽地区的平均气温较低，冬季往往被雾气覆盖。

## 行政
拉沙佩勒洛奈的邮政编码为44260，INSEE市镇编码为44033。

## 政治
拉沙佩勒洛奈所属的省级选区为布兰县。

## 人口

1962-2008年间拉沙佩勒洛奈人口变化图示

拉沙佩勒洛奈于2022年1月1日时的人口数量为3246人。

## 图集

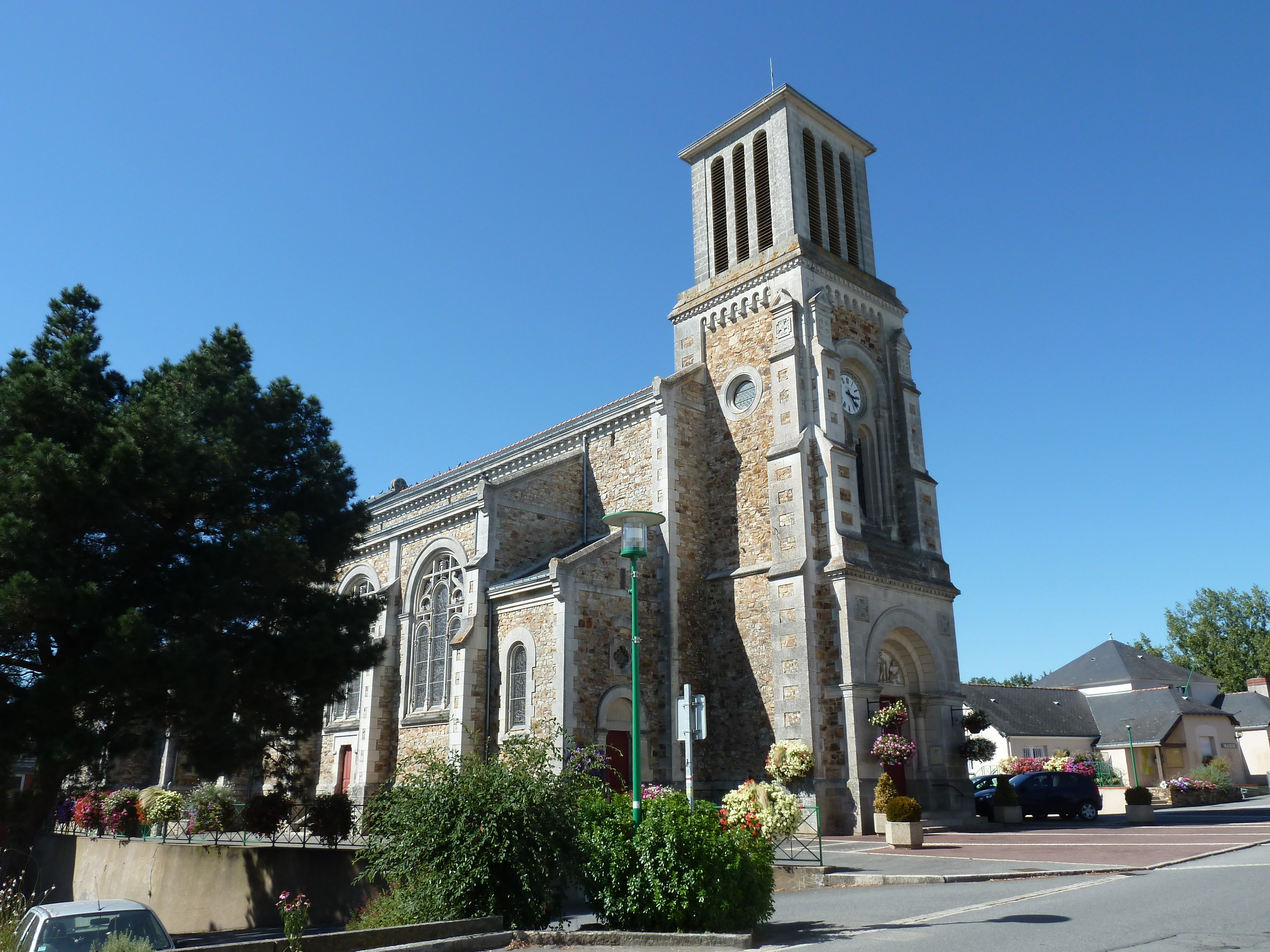
天主教堂
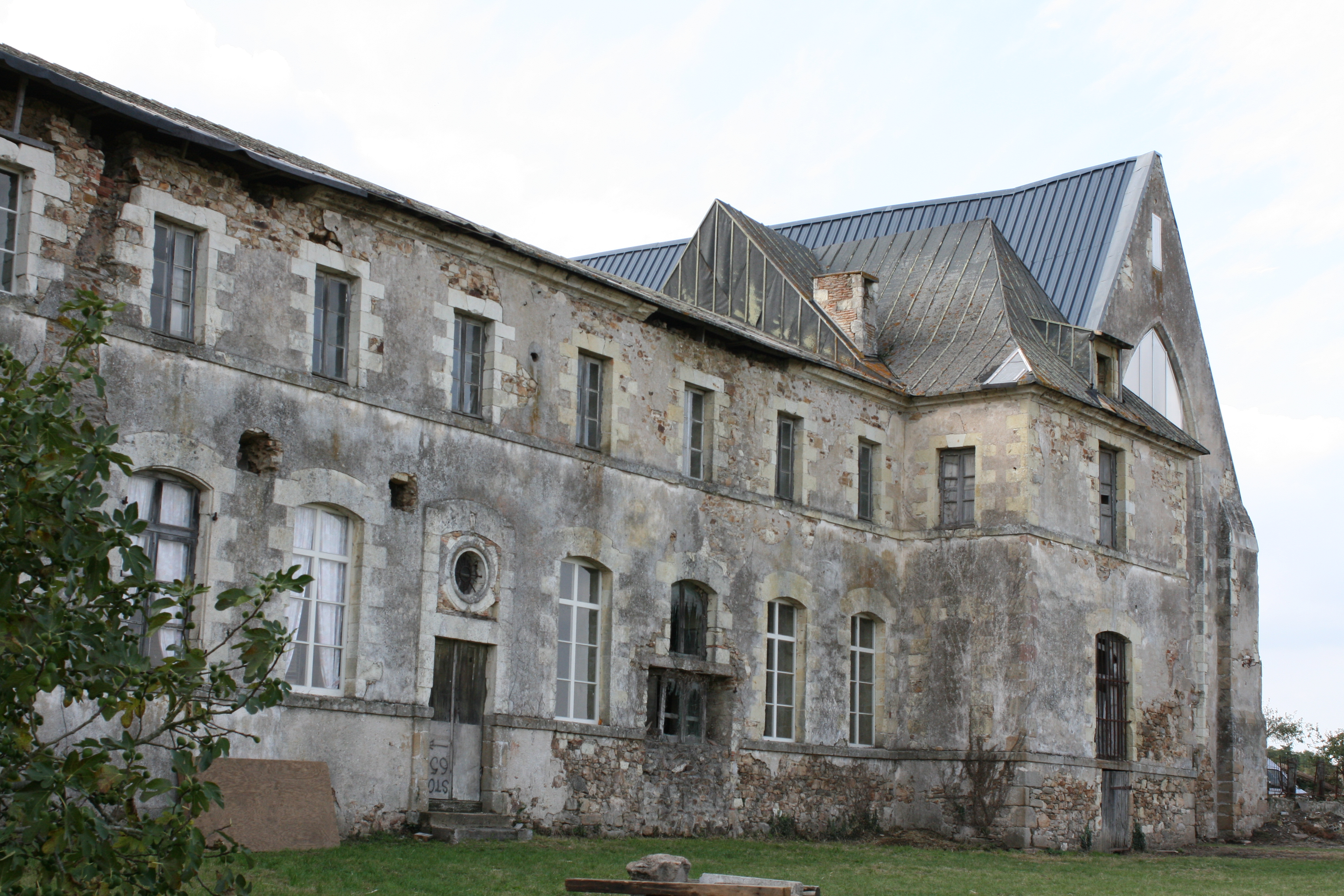
修道院